# Peak signal-to-noise ratio
Il peak signal-to-noise ratio (spesso abbreviata con PSNR) è una misura adottata per valutare la qualità di una immagine compressa rispetto all'originale. Questo indice di qualità delle immagini è definito come il rapporto tra la massima potenza di un segnale e la potenza di rumore che può invalidare la fedeltà della sua rappresentazione compressa. Poiché molti segnali hanno una gamma dinamica molto ampia, il PSNR è solitamente espresso in termini di scala logaritmica di decibel.
Il PSNR è più comunemente usato come misura della qualità per le compressioni di tipo lossy come per il JPG (ad esempio per la compressione delle immagini). Maggiore è il valore del PSNR maggiore è la "somiglianza" con l'immagine originale, nel senso che si “avvicina” maggiormente ad essa da un punto di vista percettivo umano.
È più facile da definire attraverso l'errore quadratico medio (MSE).
Denotando con {\displaystyle \mathrm {I} } l'immagine originale e con {\displaystyle \mathrm {K} } l'immagine compressa, entrambe di dimensione {\displaystyle \mathrm {MxN} } si definisce MSE (Mean Square Error) tra le due immagini:
{\displaystyle {\mathit {MSE}}={\frac {1}{MN}}\sum _{i=0}^{M-1}\sum _{j=0}^{N-1}\left\|{\mathit {I(i,j)}}-{\mathit {K(i,j)}}\right\|^{2}}
Il PSNR è definito come:
{\displaystyle {\mathit {PSNR}}=20\cdot \log _{10}\left({\frac {{\mathit {MAX}}\left\{I\right\}}{\sqrt {\mathit {MSE}}}}\right)}
Dove MAX{I} è il massimo valore possibile dei pixel dell'immagine. Per una immagine binaria il numeratore vale 1, per una immagine a livelli di grigio il numeratore vale 255. Per immagini a colori tale definizione vale per una componente.
Tipici valori di PSNR variano da 20 a 40. Il PSNR non è una misura assoluta, nel senso che viene usato per valutare e confrontare due metodi di compressione. Un incremento di 0,25 dB viene in genere considerato una ottimizzazione significativa del metodo di compressione, apprezzabile dal punto di vista percettivo umano.
Una misura collegata al PSNR è SNR (Signal to Noise Ratio) definito come:
{\displaystyle {\mathit {SNR}}=20\cdot \log _{10}{\frac {\sqrt {{\frac {1}{n}}\sum _{i=1}^{n}P_{i}^{2}}}{\sqrt {\mathit {MSE}}}}}